# Afrikanische Sprachen
Der Begriff Afrikanische Sprachen ist eine Sammelbezeichnung für die Sprachen, die auf dem afrikanischen Kontinent gesprochen wurden und werden. Die Bezeichnung „Afrikanische Sprachen“ sagt nichts über eine sprachgenetische Verwandtschaft aus (→ Sprachfamilien der Welt, Sprachfamilie).

Die Sprachfamilien Afrikas

## Begriff
Zu den afrikanischen Sprachen zählen zunächst die Sprachen, die ausschließlich auf dem afrikanischen Kontinent gesprochen werden. Das sind die Niger-Kongo-Sprachen, die nilosaharanischen Sprachen und die Khoisan-Sprachen. Auch die afroasiatischen Sprachen rechnet man traditionell insgesamt zu den „afrikanischen Sprachen“ hinzu, obwohl Sprachen der semitischen Unterfamilie des Afroasiatischen auch oder nur außerhalb Afrikas – im Nahen Osten – gesprochen wurden und werden. Zum einen sind die semitischen Sprachen wesentlich auch in Afrika vertreten (z. B. das Arabische, viele Sprachen Äthiopiens und Eritreas), zum anderen stammt die afroasiatische Sprachfamilie wahrscheinlich aus Afrika. In diesem erweiterten Sinne gibt es 2.138 afrikanische Sprachen und Idiome, die von rund 1,101 Mrd. Menschen gesprochen werden. Die Sprache Madagaskars – Malagasy – gehört zur austronesischen Sprachfamilie und wird deshalb normalerweise nicht zu den „afrikanischen Sprachen“ gerechnet, ebenfalls nicht die europäischen indogermanischen Sprachen der Kolonisatoren (Englisch, Afrikaans, Französisch, Spanisch, Portugiesisch, Italienisch und Deutsch).
Von den gut 2000 rezenten afrikanischen Sprachen sind 1400 Niger-Kongo-Sprachen, darunter mehr als 500 Bantusprachen. Mit mehr als 500 Sprachen werden in Nigeria die meisten afrikanischen Sprachen gesprochen.
Die Afrikanistik ist die Wissenschaft, die sich mit den afrikanischen Sprachen und Kulturen befasst.

## Die Einteilung der afrikanischen Sprachen
Seit den 1950er Jahren werden die afrikanischen Sprachen auf Grund der Arbeiten von Joseph Greenberg in vier Gruppen oder Phyla eingeteilt:
- Afroasiatisch mit etwa 350 Sprachen und 350 Mio. Sprechern in Nordafrika und Westasien
- Niger-Kongo mit etwa 1400 Sprachen und 370 Mio. Sprechern in West-, Zentral- und Südafrika
- Nilosaharanisch mit etwa 200 Sprachen und 35 Mio. Sprechern vom Sudan bis Mali
- Khoisan mit 28 Sprachen und 355 Tsd. Sprechern vor allem im südwestlichen Afrika

Die Forschung betrachtet die Greenberg'sche Klassifikation als methodisch unzureichend, um tatsächliche sprachgenetische Aussagen zu formulieren, die ähnlich belastbar sind, wie die sprachgenetischen Aussagen zu anderen Sprachfamilien. Jedoch dient diese Schematik heute mangels Alternativen übereinstimmend als pragmatisches Ordnungsprinzip, z. B. für Bibliothekssystematiken.
Die innere Struktur dieser Sprachgruppen wird in den Einzelartikeln behandelt. Dieser Artikel beschäftigt sich mit der Klassifikation der afrikanischen Sprachen insgesamt.
(Siehe auch: Liste afrikanischer Sprachen)

### Diskussion der afrikanischen Phyla
Ob diese Sprachgruppen oder Phyla genetisch definierte Sprachfamilien bilden, wird in der Afrikanistik nach wie vor zum Teil strittig diskutiert. Jedenfalls geht auch das einzige aktuelle Standardwerk über afrikanische Sprachen insgesamt – B. Heine and D. Nurse, African Languages – An Introduction (Cambridge 2000) – herausgegeben und verfasst von führenden Afrikanisten unserer Zeit (B. Heine, D. Nurse, R. Blench, L.M. Bender, R.J. Hayward, T. Güldemann, R. Voßen, P. Newman, C. Ehret, H.E. Wolff u. a.) von diesen vier afrikanischen Phyla aus.
Das Nilosaharanische wird von den Spezialisten dieses Gebiets (zum Beispiel L.M. Bender und C. Ehret) als gesicherte Einheit aufgefasst, deren Protosprache in Grundzügen zu rekonstruieren ist. Diese Meinung wird jedoch nicht von allen Afrikanisten geteilt, obwohl der Kern des Nilosaharanischen – Ostsudanisch, Zentralsudanisch und einige kleinere Gruppen – als genetische Einheit ziemlich unumstritten ist. Von wenigen bezweifelt wird die Zugehörigkeit der Sprachen Kunama, Berta, Fur und der Maba-Gruppe zum Nilosaharanischen. Stärkere Zweifel gelten für die „Outlier-Gruppen“ Saharanisch, Kuliak und Songhai, deren Zugehörigkeit zum Nilosaharanischen von mehreren Forschern bestritten wird. Dennoch kann vor allem nach den Arbeiten von Bender und Ehret keine Rede davon sein, dass das Konzept der nilosaharanischen Sprachen als Ganzes gescheitert sei. Selbst wenn sich die eine oder andere Außengruppe doch als eigenständig erweisen sollte, so wird der größere Teil des Nilosaharanischen als genetische Einheit Bestand haben.
Anders ist die Situation beim Khoisan: die Autoren dieses Abschnitts im oben genannten Übersichtswerk (T. Güldemann und R. Voßen) halten die auf Greenberg und mehrere Vorgänger zurückgehende Vorstellung einer genetischen Einheit der Khoisan-Sprachen nicht aufrecht, sondern gehen stattdessen von mindestens drei genetisch unabhängigen Einheiten (Nordkhoisan oder Ju, Zentralkhoisan oder Khoe, Südkhoisan oder Taa-ǃWi) aus, die früher zum Khoisan gerechneten Sprachen Sandawe, Hadza und Kwadi werden als isoliert betrachtet. Die Khoisan-Gruppe bilde einen arealen Sprachbund typologisch verwandter Sprachen, der durch lange Kontaktphasen entstanden sei. Diese Einschätzung der Khoisan-Gruppe als Sprachbund findet heute weite Zustimmung.

### Geschichte der Klassifikation
Die folgende Darstellung gibt einen tabellarischen Überblick über die Forschungsgeschichte der afrikanischen Sprachen. Die verwendeten Gruppenbezeichnungen sind teilweise modern, damit auch der Nichtfachmann den Zuwachs – oder Rückschritt – der gewonnenen Erkenntnisse verfolgen kann.
- Seit dem 10. Jahrhundert Afrikanische Sprachen werden in arabischen Dokumenten beschrieben; die Verwandtschaft des Hebräischen, Arabischen und Aramäischen ist jüdischen und islamischen Sprachkundigen seit langem bekannt
- 1538 Guillaume Postel stellt als erster Europäer die Verwandtschaft der damals bekannten semitischen Sprachen fest. Der Begriff „Semitische Sprachen“ wird erst 1781 von August Ludwig von Schlözer eingeführt.
- 17. Jahrhundert Erste wissenschaftliche Beschäftigung mit afrikanischen Sprachen in Europa: Koptisch (1636), Nubisch (1638), (Ki-)Kongo (1652), Nama (1643), Altäthiopisch (1661) und Amharisch (1698).
- 1700 Hiob Ludolf erweitert die semitische Gruppe um die äthiopischen Sprachen Altäthiopisch und Amharisch.
- 18. Jahrhundert Europäischen Gelehrten fallen Ähnlichkeiten des Koptischen mit den semitischen Sprachen auf.
- 1776 Liévain Bonaventure Proyart erkennt die genetische Verwandtschaft einiger Bantusprachen.
- 1778 William Marsden beschreibt die Umrisse der Bantufamilie und erkennt, dass die Bantusprachen etwa so nah verwandt sind wie die romanischen Sprachen, publiziert erst 1816.
- 1781 von Schlözer führt den Begriff „Semitische Sprachen“ ein.
- 1808 Hinrich Lichtenstein teilt die südafrikanischen Sprachen in Bantu- und Nama (Khoisan)-Sprachen ein.
- 1820er Jean-François Champollion entdeckt bei der Entzifferung der Hieroglyphen Ähnlichkeiten zwischen dem Ägyptischen und den semitischen Sprachen.
- 1826 Adriano Balbi versucht die erste Gesamtübersicht und Einteilung der afrikanischen Sprachen in Atlas ethnographique du globe ou classification des peuples anciens et modernes d'après leurs langues.
- 1850 Johann Ludwig Krapf prägt den – später heftig umstrittenen und heute aufgegebenen – Begriff „Hamitische Sprachen“ für die nicht-semitischen subsaharischen Sprachen, wobei die Khoisan-Sprachen wohl ausgeklammert bleiben; er unterscheidet „Nilo-Hamitisch“ (dazu zählt er zum Beispiel die Bantu-Sprachen) und „Nigro-Hamitisch“ (für die westafrikanischen Sprachen).
- 1877 Friedrich Müller fügt den „nilo-hamitischen“ Sprachen die Berbersprachen und die kuschitischen Sprachen hinzu. Trotz Ähnlichkeiten zählt er das Hausa nicht zum Hamitischen. Die „nilohamitischen“ und semitischen Sprachen fasst Müller zum „hamito-semitischen“ Sprachstamm zusammen (Arbeiten 1876–88).
- 1880 Der deutsche Sprachforscher und Ägyptologe Karl Richard Lepsius fasste alle nichtsemitischen flektierenden Sprachen Afrikas, die ein Genus-System besitzen, zu den „Hamitischen Sprachen“ zusammen und definiert dadurch diesen Terminus neu. Seiner Überzeugung nach gehörte zum Hamitischen auch das Hausa (und die anderen tschadischen Sprachen) sowie die Berber-Sprachen.
- 1888 Lepsius rechnet auch die „Nama-Buschmann-Sprachen“ zum Hamitischen; eine falsche Klassifikation, die lange Bestand hatte und hinter die Klassifikation von 1850 zurückfällt. Unrichtig war auch die Einordnung von Maasai (heute: nilosaharanische Sprache) als hamitische Sprache.
- 1912 Carl Meinhof erweitert die hamitischen Sprachen um die „Nama-Buschmann-Sprachen“ (Khoisan) und Maasai (wie Lepsius), aber auch noch Fulani (heute: Niger-Kongo-Sprache) u. a. Diese Gesamtklassifikation der afrikanischen Sprachen, welche sehr lange Bestand hatte, umfasst danach die Bantusprachen, die Hamitosemitische Sprachen (im weiten Sinne Meinhofs) und Sudansprachen. Meinhof postuliert, dass die Bantusprachen mit ihren charakteristischen Nominalklassensystemen eine Vermischung der hamitischen Sprachen, welche ein grammatisches Geschlecht besitzen, und der „Negersprachen“ seien (die kein grammatisches Geschlecht kennen). Die „Negersprachen“ südlich der Sahara fasste Meinhof unter dem Begriff Sudansprachen zusammen. Meinhof nimmt auch Ablautgesetze, Wortstrukturen und Lautinventare für die Einordnung von Sprachen in seine „hamitische Gruppe“ zur Hilfe. Wo diese typologischen Kriterien nicht ausreichten (die keinerlei genetische Relevanz hatten), ergänzt er sie durch völkische Einordnungsmuster. Dieser – nach heutiger Vorstellung völlig falsche – Ansatz führte zu der Einordnung von Sprachen aus vier verschiedenen Sprachgruppen – Khoisan, Ful (Niger-Kongo), Somali (kuschitisch) und Maasai (nilosaharanisch) – in seine „hamitische“ Gruppe. Diese Klassifizierung hält sich vor allem in der deutschen Afrikanistik als herrschende Meinung bis etwa 1950.
- 1927 Bereits 1911 nahm Diedrich Westermann (ein Schüler Meinhofs) eine interne Unterscheidung der Sudansprachen in west- und ostsudanesische Sprachen vor. 1927 erforschte Westermann zusammen mit Hermann Baumann die geschichtliche Entwicklung des Westsudanischen. Sie verglichen das Ergebnis mit dem Proto-Bantu von Meinhof, schlossen daraus aber noch nicht auf genetische Verwandtschaft. 1935 etablierte Westermann durch sein Werk „Charakter und Einteilung der Sudansprachen“ die These einer Verwandtschaft zwischen der westlichen Sudansprachen zum Bantu und legt damit gegen die Meinung seines Lehrers den Kern für das heutige „Niger-Kongo“; er erkennt auch, dass die östlichen Sudansprachen – ebenfalls im Gegensatz zur Auffassung seines Lehrers – nicht mit den westlichen verwandt sind. Die ostsudanischen Sprachen werden später von Joseph Greenberg als „Nilosaharanisch“ klassifiziert.
- 1948–63 J. Greenberg klassifiziert die afrikanischen Sprachen von Grund auf neu. Er führt den Begriff „Afroasiatisch“ anstelle des belasteten „Hamito-Semitisch“ ein und etabliert das Tschadische als fünfte Unterfamilie des Afroasiatischen. Das Niger-Kongo wird als neuer Begriff für die westsudanischen Sprachen definiert, es schließt auch die Fulani-Gruppe, das Adamawa-Ubangi und vor allem die Bantusprachen (als Unter-Unter-Einheit) mit ein. Die ostsudanischen Sprachen werden mit einigen kleineren Gruppen als „Nilosaharanisch“ zusammengefasst. Er gelangt über verschiedene Zwischenstufen zur heute weitgehend akzeptierten Einteilung der afrikanischen Sprachen in (1) Afroasiatisch, (2) Nilosaharanisch, (3) Niger-Kordofanisch (heute Niger-Kongo) und (4) Khoisan.
- 1969 Harold C. Fleming identifiziert Omotisch als sechsten Zweig des Afroasiatischen.
- weitere Entwicklung:  Die gesamte afrikanistische Forschung, soweit sie klassifikatorisch tätig ist, arbeitet auf Basis des Greenbergschen Modells, auch wenn sie dieses nicht in allen Einzelheiten anerkennt. Kritik gibt es vor allem am Nilosaharanischen, später auch – mit mehr Berechtigung – am Khoisan.

### Greenbergs Beitrag zur Klassifikation der afrikanischen Sprachen
- Greenberg verzichtet auf nicht-linguistische Kriterien wie Rasse und Kultur, die zum verfehlten Begriff des Hamitischen geführt haben; konsequenterweise eliminiert er die Einheit Hamitisch.
- G. erkennt, dass die Zweige der hamito-semitischen Gruppe gleichberechtigt sind, und gibt die Zweiteilung in Semitisch und Hamitisch auf; als Folge davon benennt er diese Einheit in Afroasiatisch um, da der alte Name diese Zweiteilung suggeriert.
- G. etabliert das Tschadische als unabhängigen Zweig des Afroasiatischen, das damit aus den gleichberechtigten Zweigen Semitisch, Ägyptisch, Berberisch, Kuschitisch und Tschadisch besteht. (Das Omotische wird später durch Arbeiten von H. Fleming vom Kuschitischen abgetrennt.)
- G. entfernt die Gruppen, die Lepsius und Meinhof fälschlicherweise dem Hamitischen hinzugefügt hatten, und ordnet sie anderen Familien zu: so wurde Fulani dem Niger-Kongo, Nama dem Khoisan zugeordnet, und Nilo-Hamitisch bzw. Nilotisch zu einer Unterfamilie des Nilosaharanischen.
- G. ordnet das Adamawa-Ubangi dem Niger-Kongo zu.
- G. erkennt die korrekte Position des Bantu als Unter-Untergruppe des Niger-Kongo.
- G. führt das Nilosaharanische als Restkategorie der Sprachen ein, die weder zum Afroasiatischen, noch zum Niger-Kongo, noch zum Khoisan gehören. Damit umfassen sie die ostsudanischen Sprachen und einige kleinere Sprachgruppen. Er versucht, die genetische Einheit dieser Gruppe nachzuweisen. (Vor allem diese letztere Einschätzung wurde von Greenbergs Gegnern kritisiert, obwohl Meinhof das Sudanische als eine Restkategorie definiert hatte, die sogar das heutige Niger-Kongo und das Nilosaharanische umfasst.)

Methodisch ist seine Einteilung aufgrund der gewählten Methode (Lexikostatistik, bzw. Lexikalischer Massenvergleich) hochumstritten, da diese Methode erstens rein statistisch vorgeht und zweitens unzureichendes Material zugrunde legt (ausschließlich Wörterlisten meist zweifelhafter Güte) und drittens in Zeitalter zurückreicht, die mit anderen linguistischen oder archäologischen Methoden niemals erfasst geschweige denn bestätigt werden könnten. Daher wird die Greenberg-Klassifikation heute zwar mangels Alternative als Ordnungssystem (etwa zur Herstellung von systematischen Bibliothekskatalogen) weitgehend akzeptiert, ihr genetischer Aussagegehalt jedoch nur mit starken Vorbehalten angenommen.

## Soziolinguistische Situation Afrikas

Amtssprachen in Afrika
Afrikaans
Arabisch
Englisch
Französisch
Portugiesisch
Spanisch
Swahili
andere afrikanische Sprachen

Die Staatsgrenzen stimmen in Afrika nicht mit den Grenzen von Sprachen und Volksgruppen überein. Es haben sich, bis auf wenige Ausnahmen, keine einheitlichen Kulturnationen herausgebildet, so dass es keine Verbindung von Sprache, Volk und Staat gibt.
Die soziolinguistische Situation in Subsahara-Afrika ist in weiten Teilen durch eine Triglossie geprägt. Es haben sich neben den zahlreichen einheimischen Sprachen der einzelnen Volksgruppen (→ Vernakularsprache) infolge Wanderungsbewegungen, Handelswesen, vorkolonialer Reichsbildung, religiöse Missionierungen und teilweise auch durch die Unterstützung der Kolonialherren im Rahmen einer „Stammesselbstverwaltung“ und der britischen „Politik der mittelbaren Herrschaft“ bestimmte Sprachen als afrikanische Verkehrssprachen herausgebildet, welche die Aufgaben übernehmen, die Verständigung zwischen den Angehörigen der verschiedenen Volksgruppen zu ermöglichen. Sie spielen insbesondere eine wichtige Rolle in afrikanischen Städten, wo eine Bevölkerung lebt, die anders als die Landbevölkerung nicht mehr zuvörderst durch eine Volksgruppenzugehörigkeit geprägt ist. Diese Verkehrssprachen sind auch im Volksbildungswesen von Bedeutung und werden in einigen Medien und in der Literatur verwandt. Zu diesen Verkehrssprachen werden vor allem Swahili in Ostafrika, Hausa, Fulfulde, Kanuri, Igbo, Yoruba und die Mandesprachen Bambara, Dioula und Malinke in Westafrika gezählt. In Zentralafrika spielen Lingála, Kikongo und Sango eine Rolle. Neben den Vernakularsprachen und den afrikanischen Verkehrssprachen sind seit der Kolonialherrschaft Französisch, Englisch und Portugiesisch eingeführt worden. Diese Sprachen werden in den meisten afrikanischen Staaten südlich der Sahara weiterhin als Amts-, Gerichts- sowie Lehr- und Wissenschaftssprachen in den Universitäten und höheren Lehranstalten verwendet. Die Kenntnisse der europäischen Sprachen ist je nach Bildungsgrad, Land und Grad der Verstädterung recht unterschiedlich. Die Politik der Exoglossie erscheint vielen Staaten wegen der Sprachenvielfalt als vorzugswürdig. Insbesondere sollen der Vorwurf der Benachteiligung der anderen, nicht staatstragenden Ethnien (→Tribalismus) und eine wirtschaftliche Isolierung vermieden werden. Ausnahmen von der Triglossie sind nur Burundi und Ruanda. In Kenia, Uganda und Tansania wird Swahili gefördert und ist auch als Amtssprache verankert.
Gänzlich anders gestaltet sich die Lage in Nordafrika und am Horn von Afrika. Die vor den islamischen Eroberungen der Araber im Magreb vorherrschenden Berbersprachen sind durch das Arabische in den Hintergrund gedrängt worden. In Ägypten starb das Ägyptisch-Koptische aus. Arabisch ist für die weitaus meisten Nordafrikaner Muttersprache. Anders als in Subsahara-Afrika haben die nordafrikanischen Staaten die Sprache der Kolonialherren, Französisch, durch Arabisch als Amtssprache ersetzt. In Äthiopien wirkt Amharisch als Verkehrssprache; eine Kolonialsprache gibt es nicht. In Somalia ist Somali vorherrschend. Italienisch hat dort sehr stark an Boden verloren.